# Lamborghini Espada
Lamborghini Espada és un automòbil de gran turisme que va ser produït pel fabricant d'automòbils italià Lamborghini entre 1968 i 1978. Es van fabricar un total de 1217 unitats del Lamborghini Espada, per la qual cosa es va convertir en el model més reeixit de Lamborghini en l'època. El seu nom prové de l'espasa que els toreros fan servir per matar els braus.

## Disseny
Espada va ser basat en el prototip Marzal (que va ser mostrat en el Saló de l'Automòbil de Ginebra de 1967), i el Bertone Pirana (un prototip basat en el Jaguar E-Type). L'Espada va ser creat per ocupar el lloc d'un veritable automòbil de quatre seients en la línia de producció de Lamborghini, que ja incloïa el Lamborghini 400 GT i el Lamborghini Miura. El cotxe va ser dissenyat pel dissenyador Marcello Gandini de Bertone.

## Mecànica
L'Espada va ser equipat originalment amb un motor V12 a disposició a 60 ° amb 4 litres (3.929 cc) i 325 CV (242 kW), amb suspensió totalment independent i frens de disc a les quatre rodes. La majoria de les transmissions van manuals, i l'Espada també va introduir una de les primeres transmissions automàtiques capaços d'absorbir el parell motor d'un gran esportiu V12. Va tenir engranatges inusuals, amb 3 relacions. Des del 1968 al 1970 la potència del motor V12 de l'Espasa va ser de 325 CV, i de 1970 a 1978 la potència va ser de 350 CV.

## Versions
Durant els seus 10 anys de producció el cotxe va rebre alguns canvis, i tres diferents models van ser produïts. Aquests van ser el S1 (1968 - 1970), el S2 (1970 - 1972) i el S3 (1972 - 1978). Cada model presentava millores en la potència del motor, però només detalls menors van ser canviats en el disseny exterior. L'interior va ser alterat dràsticament entre cada model. Un tauler de comandaments totalment nou i volant es va instal·lar al S2, i l'interior va ser modernitzat de nou en el S3. El 1970, la direcció assistida s'oferia com una opció, i el 1974 la transmissió automàtica també va ser oferta. El 1975, els para-xocs d'impacte van haver de ser instal·lat per fer front als requisits de seguretat dels Estats Units, i algunes persones van considerar als cotxes produïts amb aquests para-xocs com el S4, però Lamborghini oficialment no va canviar la designació. La velocitat màxima de l'Espada S1, S2 i S3 era de 250 km / h.